# مورتمار (کالیفرنیا)
مورتمار (به انگلیسی: Mortmar) یک منطقهٔ مسکونی در ایالات متحده آمریکا است که در شهرستان ریورساید، کالیفرنیا واقع شده‌است. مورتمار -۶۰ متر بالاتر از سطح دریا واقع شده‌است.